# Тирас-2500
«Тирас-2500» — любительский футбольный клуб из города Белгорода-Днестровского Одесской области. Чемпион Одесской области 2001, 2002, 2004—2006 гг. Выступал во второй украинской лиге под названием «Днестровец».

## Прежние названия
- 30-е года XX века: «Тирас» (г. Аккерман (по рум. — Четатя-Албэ), Королевство Румыния)
- 1976—1977: «Портовик» (г. Белгород-Днестровский, СССР)
- 1978: «Полимер» (г. Белгород-Днестровский, СССР)
- 1979: «Зенит» (г. Белгород-Днестровский, СССР)
- 1979—1980: «Днестр» (г. Белгород-Днестровский, СССР)
- 1981—1987: «Строитель» (г. Белгород-Днестровский, СССР)
- 1988—1998: «Днестровец» (г. Белгород-Днестровский, СССР / Украина)
- с 1999: «Тирас-2500» (г. Белгород-Днестровский, Украина)

Слово «тирас» в переводе со древнегр. означает «быстрый». Во времена Древней Греции такое имя носила река Днестр. Цифра «2500» была добавлена к названию в 1998 году в честь 2500-летнего юбилея города Белгород-Днестровский.

## История
Первый футбольный клуб Белгорода-Днестровского в 30-х годах XX века под именем «Тирас» выступал в футбольных турнирах Румынии и Миттель-Европы.
Точкой для отсчета футбольных традиций белгородской команды считается исторический товарищеский матч с профессиональной командой — бухарестским «Рапидом», который завершился вничью 0:0.
В советские годы, начиная с 50-х годов ХХ-го века, команда Белгорода-Днестровского под разными названиями принимала участие в чемпионатах Одесской области. Неоднократно становилась вторым и третьим призёром турниров, выигрывала областной Кубок.
После обретения Украиной независимости «Днестровец» в сезоне 1993/94 занял второе место в своей группе Любительской лиги и со следующего сезона стал выступать среди профессионалов в третьей, а затем во второй лиге.
В 1999 году в Белгороде-Днестровском появился «Тирас-2500». Команда заявилась в чемпионат Одесской области и в период с 2001 по 2006 год 5 раз становилась чемпионом. В сезоне 2009 года «Тирас-2500» занял 2-е место.

## Достижения
- Чемпион Одесской области (5): 2001, 2002, 2004, 2005, 2006